# Dolmen de Son Bauló de Dalt

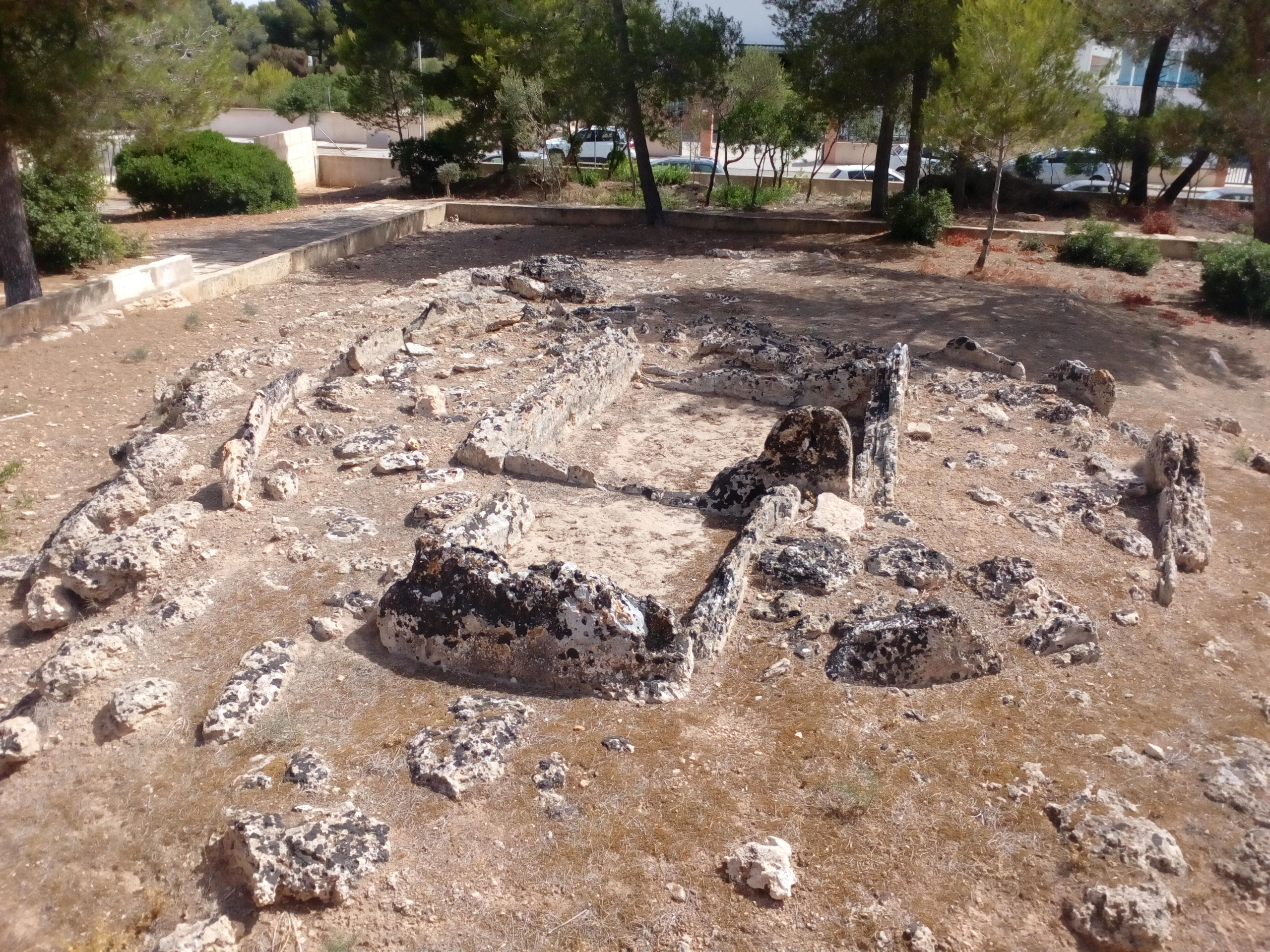
Vista suroeste del dolmen.

El dolmen de Son Bauló de Arriba es un yacimiento dolménico situado en el polígono industrial de Son Bauló, cerca de Can Picafort. Fue descubierto por un aficionado, el cual publicó una primera referencia al Bulletin de la Société Prestorique Française a mediados del siglo XX, pero no fue hasta los años sesenta que un equipo de arqueólogos isleños emprendieron las primeras excavaciones científicas, que fueron dirigidas por Guillem Rosselló Bordoy y financiadas por el Museo de Mallorca.
Los dólmenes documentados en Mallorca, igual que los de Menorca, reciben la influencia de los del Alto Ampurdán, los de los Pirineos Orientales y los de Bajo Languedoc. Además del de Son Bauló, en Mallorca hay dos más: el Dolmen de Son Real y el de s'Aigua Dolça, que junto con el de Son Bauló de Dalt son los únicos ejemplares documentados en la isla. Por el contrario, en Menorca hay mucha más riqueza, del que se puede destacar el dolmen de las Rocas Lisas. Estas estructuras menorquinas se encuentran a los contornos de Ciudadela, lo cual hace pensar en más que posibles vínculos entre las poblaciones que habitaron las Gimnesias a final del tercero y comienzo del segundo milenio a. C..
Estas formas de entierro conviven con otros como son los hipogeos (cuevas artificiales). Ambas tipologías de entierros son de carácter colectivo, es decir que se  enterraban diferentes miembros de la comunidad, y se no aprecia diferencias sociales.
Las poblaciones del periodo dolménico practicaban la ganadería y la agricultura y vivían en pequeños poblados de cabañas donde se empezó a practicar la metalurgia, en este caso del bronce.
El dolmen de Son Bauló está formado por una pequeña elevación artificial encima la cual se asienta un enlosado de piedras planas. Esta pequeña elevación es de morfología oval, con unos ejes máximos de 16 metros de longitud, en un eje suroeste / nordeste, y 9,5 metros en el eje noroeste/sudeste. En el centro de esta elevación hay una pequeña cista cuadrangular con una superficie aproximada de 4 m cuadrados, a la cual se accede por una losa vertical con una perforación redondeada que posaba en contacto el mundo de los muertos con el de los vivos, a través de un pequeño corredor o antecámara, que comunicaba con el exterior, en dirección suroeste, donde hay una losa de cierre.
A pesar de que el yacimiento no es muy rico en el hallazgo de materiales, hay que destacar varios elementos de cerámica a mano, un lezna de bronce de unos 5,3 cm de longitud. También hay que destacar la presencia de sílex, el cual llegó de fuera de la zona, puesto que no se  encuentra este tipo de lítico, hecho que demuestra el contacto con otros puntos del resto de la isla. Este pequeño ajuar se encontró asociado en los restos de cinco individuos.